# Les Bas-fonds (Gorki)
Pour les articles homonymes, voir Bas-fonds.
Les Bas-fonds (На дне, Na Dnié) est une pièce de théâtre russe de Maxime Gorki créée en 1902.

## Argument
Cette pièce russe met en scène des personnages vivant dans la misère. Cet acteur, ce voleur, cet évadé de prison, et les autres, tous pauvres, croulent sous le loyer qu'ils doivent payer aux propriétaires. Malgré ce manque d'argent, des déchirements amoureux, la maladie, ces pauvres hères continuent malgré leurs doutes à profiter de la vie et essayent de rester optimistes. Les Bas-Fonds raconte avec un fond de poésie cette lutte presque révolutionnaire de ces personnages contre leurs propriétaires et eux-mêmes,.

## Personnages
- Mikhaïl Ivanovich Kostylev : propriétaire d'un asile de nuit, 54 ans.
- Vassilissa Karpovna : femme de Kostylev, 26 ans.
- Natacha : sœur de Vassilissa Karpovna, 20 ans.
- Abram Medvedev : oncle de Natacha et Vassilissa, policier, 50 ans.
- Vaska Pepel : voleur, 28 ans, il rêve d'épouser Natacha et d'échapper à Vassilissa, qui le pousse à tuer son mari.
- Andreï Mitritch Klech : 40 ans, serrurier au chômage, il est le seul parmi les habitants de l'asile qui n'accepte pas son destin.
- Anna : femme de Klech, 30 ans.
- Nastia : jeune femme, 24 ans, elle rêve d'un grand amour pur.
- Kvachnia : vendeuse de pelmeni, 40 ans.
- Boubnov : chapelier, 45 ans, il a quitté sa maison après que sa femme l'a trompé, il reconnaît être un ivrogne et un paresseux.
- Le Baron : 33 ans, un noble ruiné.
- Satine : moins de 40 ans, tricheur de cartes, dans sa jeunesse était un opérateur de télégraphe. Il a purgé quatre ans et sept mois de prison pour meurtre.
- Acteur : moins de 40 ans, jadis connu sous le nom de scène de Svertchkov-Zavoljski, il est tombé dans l'alcoolisme.
- Luka : vagabond, 60 ans.
- Aliochka : cordonnier, 20 ans.
- Krivoï Zob : tatar, débardeur
- Plusieurs clochards sans noms et discours

## Adaptations
Cette œuvre a fait l’objet d'adaptations cinématographiques :
- Les Bas-Fonds, film français de Jean Renoir en 1936
- Les Bas-Fonds, film japonais d’Akira Kurosawa en 1957
- Les Bas-Fonds, téléfilm de Jean-Paul Sassy en 1968

Et a été notamment mise en scène en France par Eric Lacascade en 2017